# Saint-Malo-des-Trois-Fontaines
Saint-Malo-des-Trois-Fontaines (tiếng Breton: Sant-Maloù-an-Teir-Feunteun) là một xã ở tỉnh Morbihan trong vùng Bretagne tây bắc Pháp. Xã này có diện tích 16,19 km², dân số năm 1999 là 498 người. Khu vực này có độ cao từ 38-109 mét trên mực nước biển.
Cư dân của Saint-Malo-des-Trois-Fontaines danh xưng trong tiếng Pháp là Malouins.